# 海牙国际私法会议
- 關於总部位于罗马的国际私法相关的政府间组织，請見「国际统一私法协会」。

海牙国际私法会议（英語：Hague Conference on Private International Law，簡稱海牙會議）是国际私法领域的政府间国际组织，致力于国际私法公約、議定書和軟法文書等规则的统一工作。由托比亞斯·阿賽爾於1893年在荷兰海牙首次召開，阿賽爾因此於1911年獲頒諾貝爾和平獎。第二次世界大戰後，海牙國際私法會議轉為國際組織的方式成立。

## 主要目标
所謂國際私法規則之統一，是指各國國際私法（冲突法）立法內容並不一致，因而有統一之必要，海牙國際私法會議即是藉由國際私法公約（每4年通過1至數個）的簽署，使各國國際私法規則得以統一。